# 阿沙芬堡
阿沙芬堡（德語：Aschaffenburg，發音：[aˈʃafn̩bʊʁk] ⓘ，發音：[ˈaʒəˌbɛːʃ]）是德国巴伐利亚州下弗兰肯行政区的非县辖城市，也是阿沙芬堡县的县治，面积62.45平方千米，2023年12月31日人口为72,918人，是下弗兰肯行政区第二大城市，仅次于维尔茨堡。
阿沙芬堡是“通往施佩萨特山之门”（Tor zum Spessart），因气候温和而被称为“巴伐利亚的尼斯”（Bayerische Nizza）。

## 華語譯名
音譯為「阿沙芬堡」。其他譯名有「亞沙芬堡」。

## 友好城市
- 英国 伯斯（1956年）
- 法國 圣日耳曼昂莱（1975年）
- 匈牙利 米什科尔茨（1996年）